# Haemanthus coccineus
Haemanthus coccineus är en amaryllisväxtart som beskrevs av Carl von Linné. Haemanthus coccineus ingår i släktet Haemanthus och familjen amaryllisväxter. Inga underarter finns listade i Catalogue of Life.

## Bildgalleri

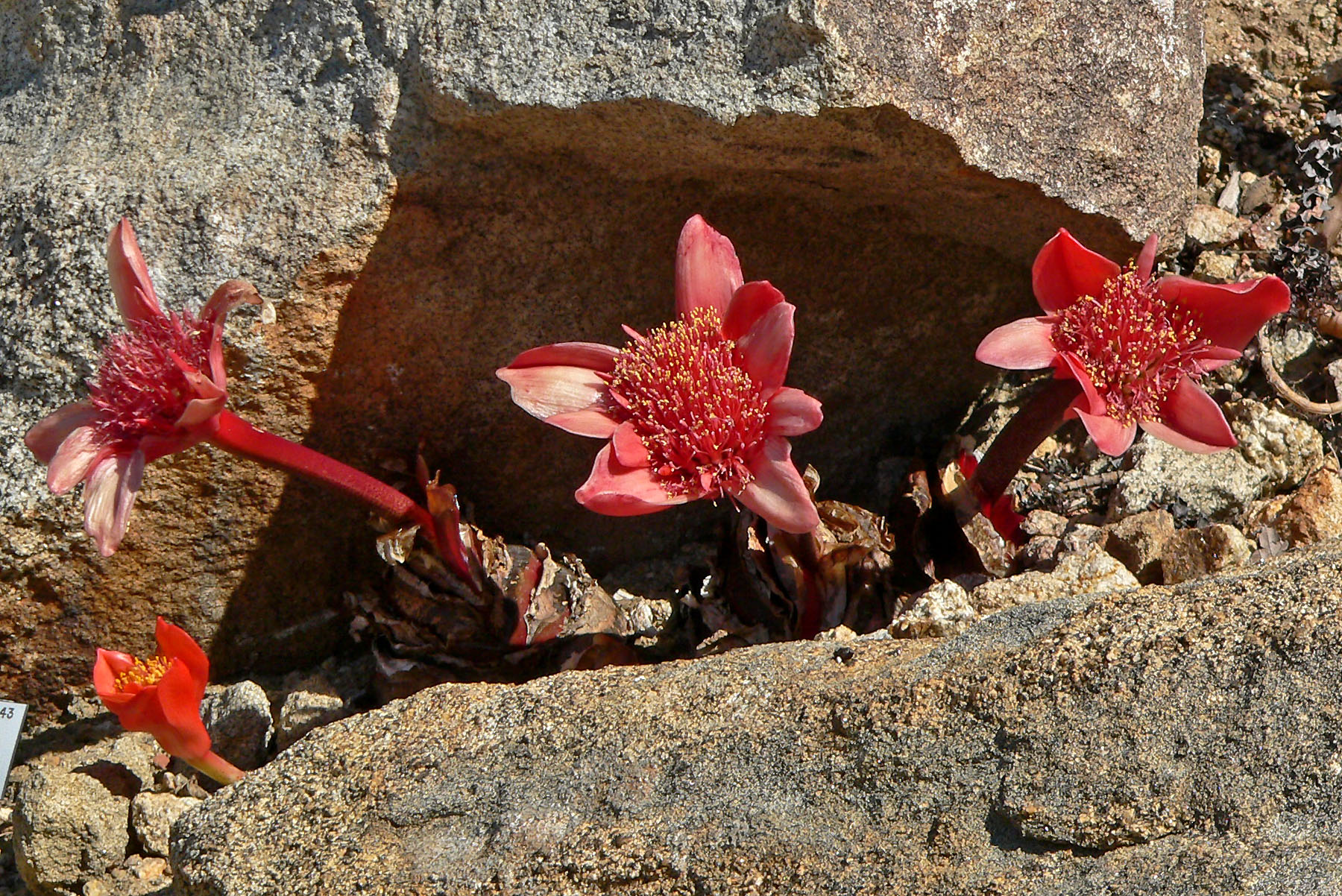
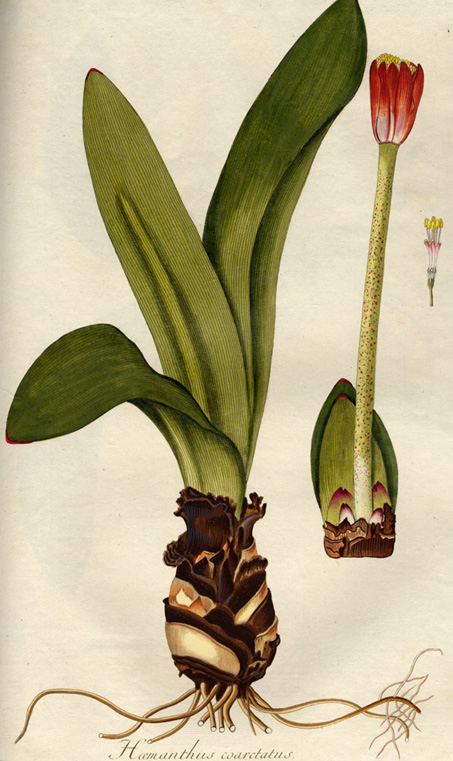
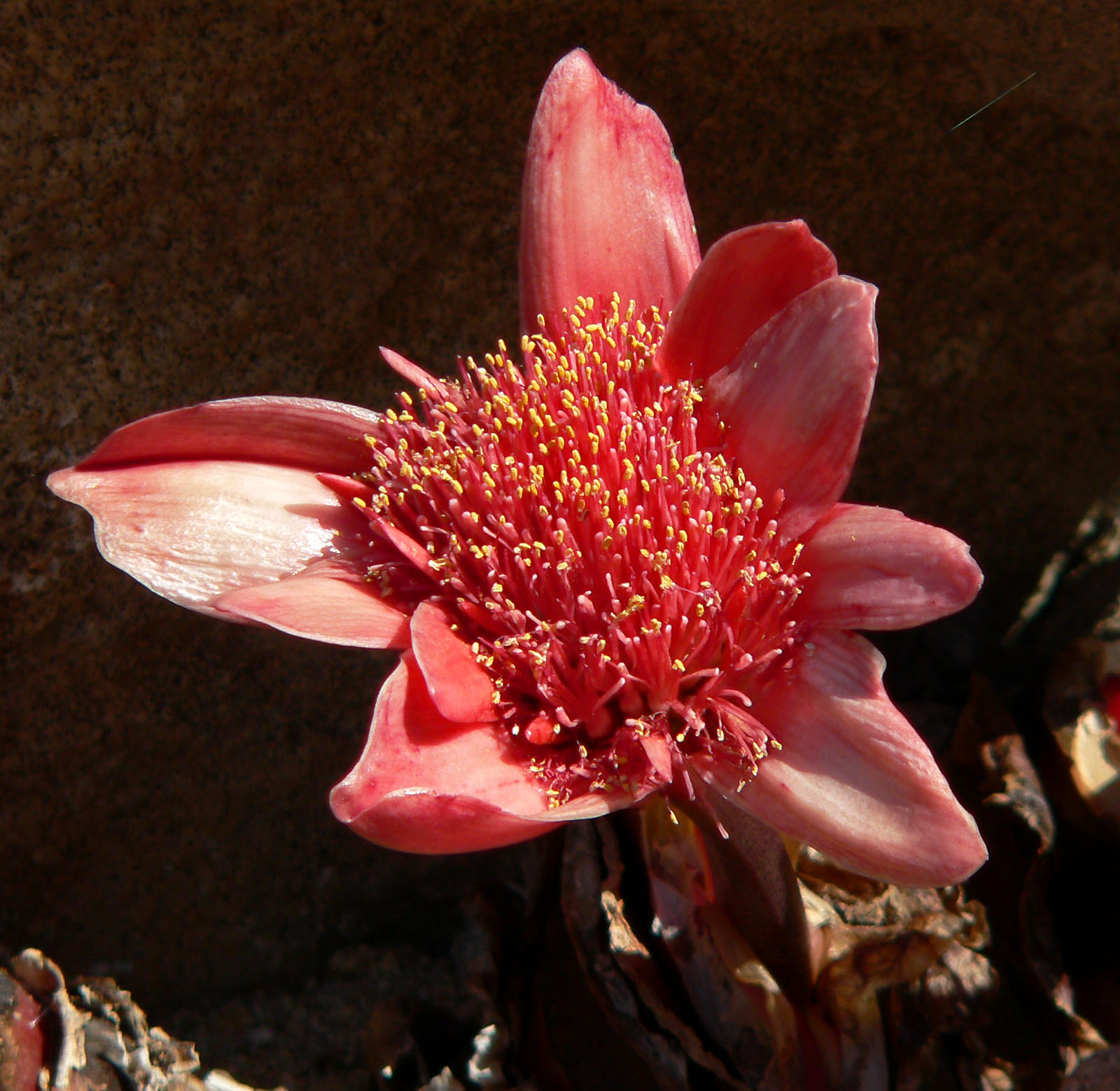
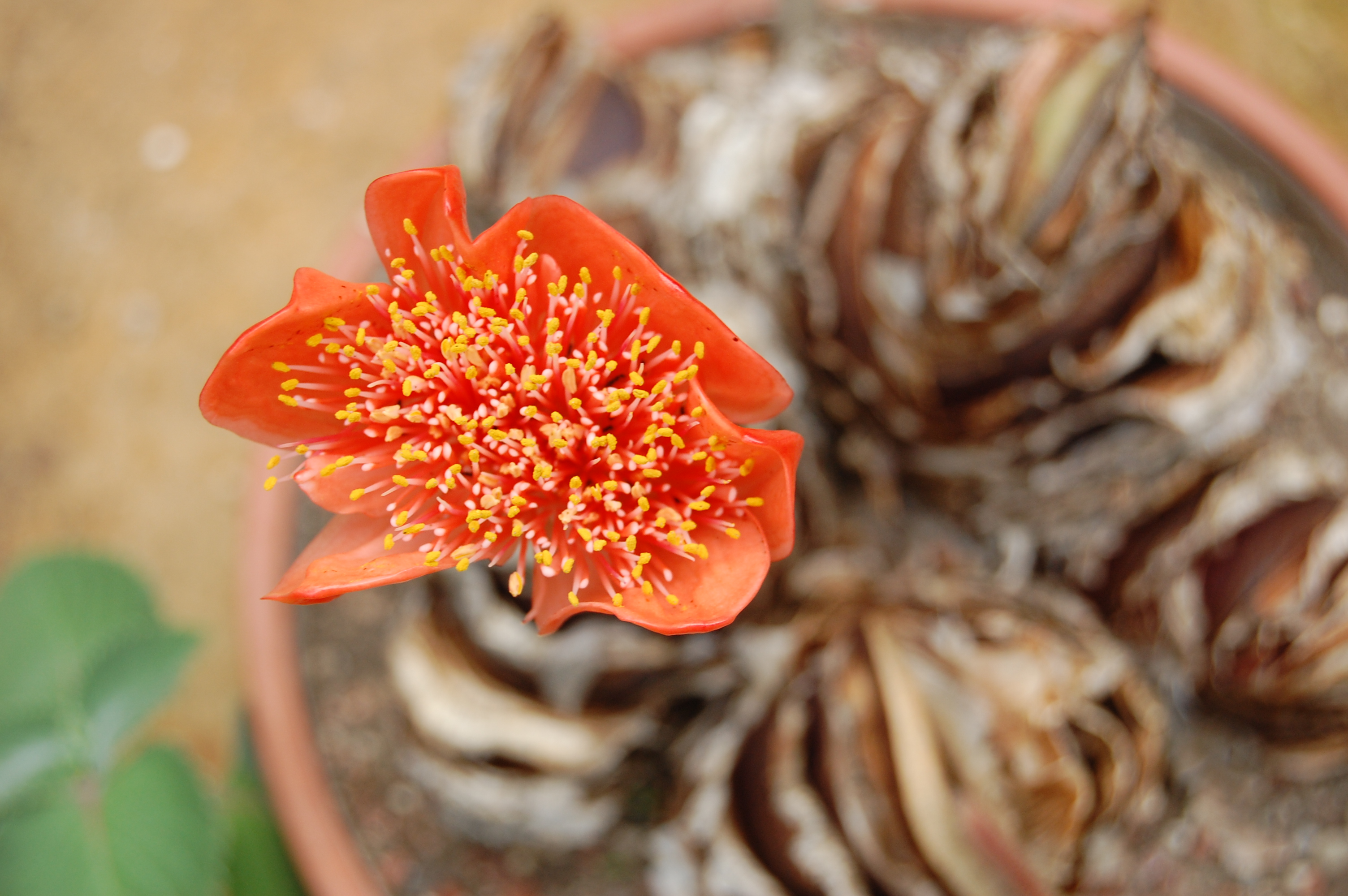
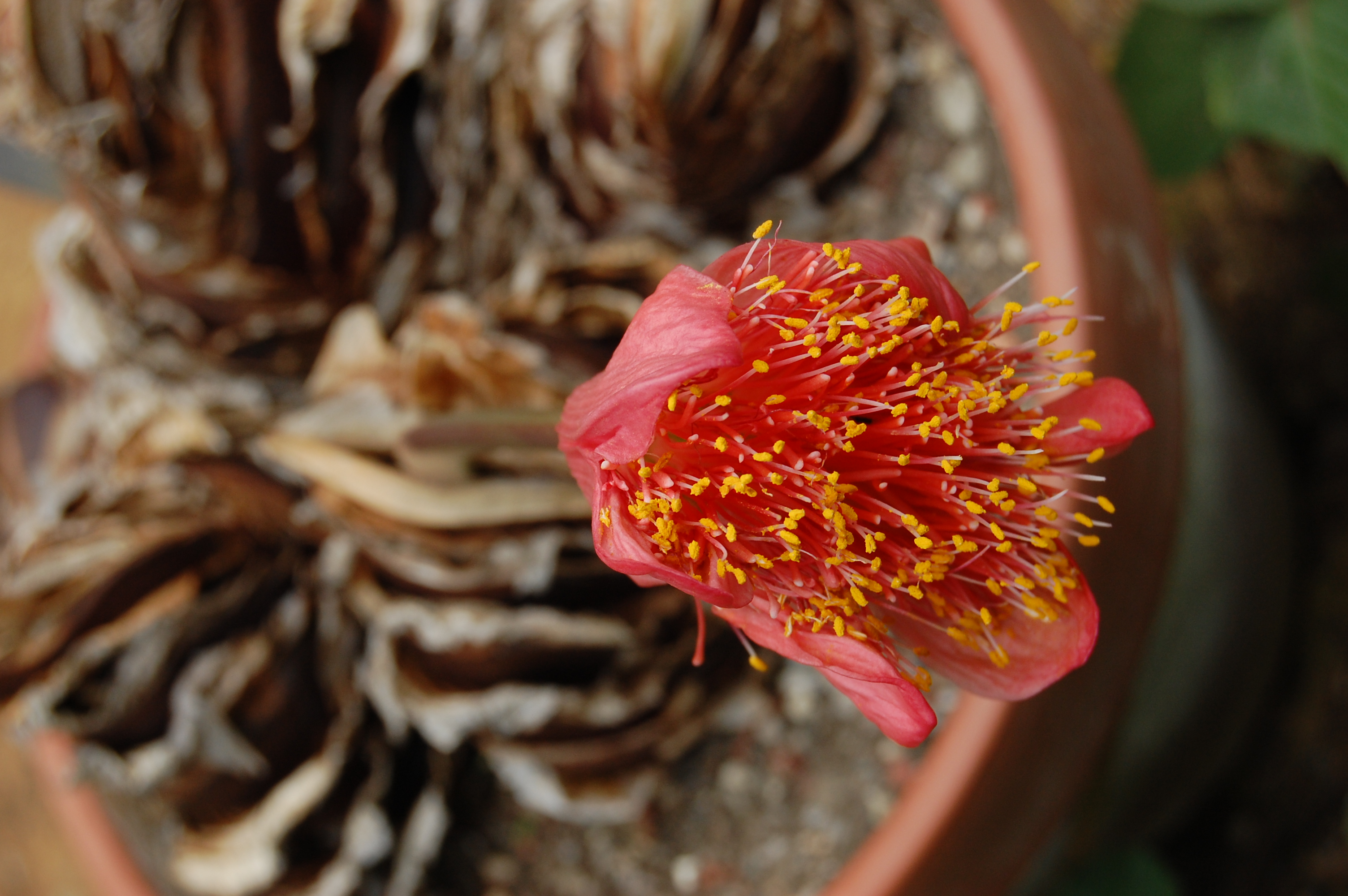
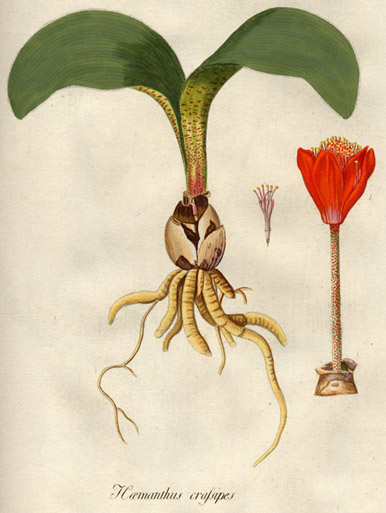